# ماري شاو
ماري شاو (بالإنجليزية: Mary Shaw)‏ (و. 1943 – م) هي عالِم حاسب آلي، ومهندسة من الولايات المتحدة الأمريكية .